# Пассаротти, Бартоломео
Бартоломео Пассаротти, Бартоломео Пассеротти (итал. Bartolomeo Passаrotti o Passerotti), 28 июня 1529, Болонья — 3 июня 1592, Болонья) — живописец, рисовальщик и гравёр периода маньеризма болонской школы, мастер натюрморта и картин бытового жанра. Писал также портреты и религиозные композиции. Его фамилию иногда пишут как «Пассеротти» или «Пассаротто».

## Биография
Бартоломео родился в городе Болонья Эмилия-Романья. В 1551—1560 годах работал в Риме, сначала помощником архитектора Джакомо да Виньолы, а затем в мастерской живописца и рисовальщика Таддео Цуккаро. В Риме в основном изучал творчество художников Высокого Возрождения, осваивал техники рисунка и штрихового офорта. В 1560 году художник вернулся в Болонью, где устроил мастерскую, не порывая связей с Римом. Писал религиозные композиции, следуя находкам римского маньеризма. С 1564 по 1565 год занимался росписью большого алтаря для базилики Сан-Джакомо-Маджоре в Болонье.
Пассаротти — выдающийся рисовальщик; в своих рисунках он работал чётким «гравюрным» штрихом, напоминающим манеру офорта или гравюры резцом. В портреты он часто включал бытовые детали и изображения животных, несмотря на непрестижность таких дополнений. Позднее, когда имена портретируемых им лиц терялись, это дало основания именовать портреты его работы условными названиями: «Ботаник», «Секретарь вельможи», «Лютнист». Как маньерист в более поздних произведениях Бартоломео Пассаротти обращался к примерам тосканской школы, таких художников, как Джорджо Вазари и Просперо Фонтана. Он также испытал влияние живописи Корреджо, Пармиджанино и художников венецианской школы.
Пассаротти оказал влияние на многих болонцев, которые позднее сыграют важную роль в развитии традиций болонской школы. Аннибале Карраччи (чей брат Агостино учился у Пассаротти) находился под влиянием живописи бытовых сцен Пассаротти (таких картин, как «Пожиратель бобов» или «Мясная лавка»).
Одним из первых среди итальянских художников Пассаротти обратился к созданию натюрмортов с жанровыми вкраплениями («Рыбная лавка», «Продавцы в мясной лавке», «Магазин с дичью»), напоминавших подобные композиции нидерландских мастеров, среди которых Питер Артсен (1508—1575) и Иоахим Бейкелар (1530—1574).
Его последней известной работой было «Введение Марии во храм» 1583 года, картина, которая ныне находится в Национальной пинакотеке Болоньи.
Трое сыновей Пассаротти: Вентура (1566—1618), Аурелио (1560—1609) и Тибурцио и их потомки также стали художниками. Учениками Пассаротти были Аннибале Карраччи (предположительно), Франческо Брицио (известный под прозвищем Nosadella) и Лючио Массари.

## Галерея
- Голова скульптуры «Ночь» Микеланджело. 1544—1592. Бумага, перо, коричневые чернила. Британский музей, Лондон
- Голова фигуры. Между 1560 и 1570. Бумага, перо, коричневые чернила. Прадо, Мадрид
- Юпитер, сидящий на облаках. Ок. 1574. Бумага, перо, коричневые чернила, чёрный мел. Лувр, Париж
- Две рыночные торговки с мальчиком, курицей и овощами. 1580. Холст, масло. Берлинская картинная галерея
- Весёлая компания. Холст, масло. Частное собрание
- Ботаник. Холст, масло. Галерея Спада, Рим
- Портрет папы Григория XIII. Ок. 1586. Холст, масло. Замок Фриденштайн, Гота, Германия
- Портрет молодого человека со статуэткой. Ок. 1575. Холст, масло. Собрание Университета Ньюкасла, Великобритания
- Портрет братьев Мональдини. Холст, масло. Частное собрание